# エオスフォライト
エオスフォライト（英語: Eosphorite）は、マンガンとアルミニウムからなる褐色（偶にピンク色）のマンガン含水燐酸塩鉱物。曙光石、エオスフォル石などと別名がある。化学式はMnAl(PO4)(OH)2·H2Oで、宝石として使用されている。エオスフォライトは単斜晶系の結晶で、細い角柱状の結晶を形成し、しばしば放射状や球状のクラスターを形成する。結晶は、しばしば双晶で擬斜方晶を示す。1878年にアメリカ合衆国のコネチカット州フェアフィールド郡ブランチビル・マイカ鉱山で産出されたものが初めて記載され、その色がピンク色を呈していたことから、ギリシャ語で「夜明けをもたらす」という意味を持つέωσφοροςを由来にする名前を持っている。世界各地のリン酸塩に富む花崗岩質ペグマタイトの二次鉱物として、ロードクロサイト、リチオフィライト、トリフィライト、トリプロイダイト、ディッキンソン石、アルバイト、コーカイト、アパタイト、ベリロナイト、ヒドロキシルヘルデライト、トルマリンなどと一緒に産出している。ブラジル、ミナス・ジェライス州のタカラールでは、エゾウコギとローズクォーツの魅力的な組み合わせが見られる。

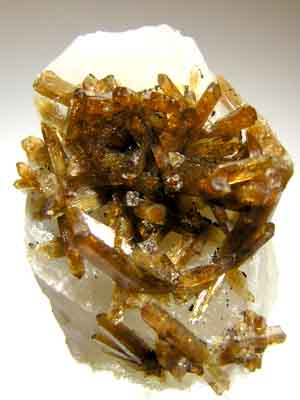